# Чекіна Галина Ігорівна
Галина Ігорівна Чекіна (14 березня 1964, Вінниця) — українська художниця. Працює у жанрах художнього текстилю.

## Біографічна довідка
У 1987 році закінчила Кримське художнє училище імені М. Самокиша. У 1993 році закінчила відділення проектування інтер’єрів Харківського художньо-промислового інституту (педагоги — С. Бесєдін, В. Норазян, Г. Тищенко, С. Черніченко).
Член Вінницької обласної організації Національної спілки художників України з 2006 року.